# غلغون (فلاورجان)
غلغون (بالفارسية: گلگون) هي قرية تقع في قسم سهروفيروزان الريفي (مقاطعة فلاورجان) في إيران. يقدر عدد سكانها بـ 284 نسمة بحسب إحصاء 2016.